# イージースポーツ
イージースポーツ（easysports）は、EASY SPORTS株式会社が展開するスポーツ専門の定額制動画配信サービスである。
サービスを提供するEASY SPORTS株式会社についても記述する。

## 概要
スポーツ中継の映像制作を手掛けるEASY PRODUCTION株式会社の姉妹会社として2018年10月にEleven Sports Network株式会社を設立し、イギリスのイレブンスポーツより日本のフランチャイズ権を受ける形で同名のサービスを開始。
2019年3月にプロ野球の二軍戦（イースタン・リーグ、ウエスタン・リーグ）の無料配信を開始。2020年からは有料配信を開始した。
2022年にイレブンスポーツはDAZN傘下に入ったが、日本におけるイレブンスポーツは10月よりサービス名をイージースポーツに改称。運営もEASY SPORTS株式会社に変更され、独自の展開を行うことになる。
撮影や編集をリモート化、クラウド化で低価格の映像制作システムを実現し、規模の小さな団体の配信を担っている。

## 配信コンテンツ

### イージースポーツ プロ野球プレミアム
月額2,750円（税込）でNPBファーム（二軍）のうち、北海道日本ハム・巨人・広島を除く11球団の主催試合を配信。
ファーム公式戦の他、春季教育リーグ、春季キャンプ、福岡ソフトバンク三軍交流戦なども配信される。
2020年には台湾プロ野球のうち楽天モンキーズの試合を中心に1日1試合配信されていた。
有料配信開始当時は980円だったが、2022年2月1日より1,450円、2024年シーズンからオイシックス新潟・くふうハヤテ静岡の新規参入による球団数増加に伴い3月16日より現料金に改定された。
2024年3月11日より従来のスマートフォン、パソコン、タブレットでの視聴に加えAmazon Fire TV、Google Chromecast、Apple TVを通じてテレビ視聴が可能な新プラットフォームが開設された
2025年より独立リーグ・ルートインBCリーグに属する埼玉武蔵ヒートベアーズの主催試合も中継。

### 過去の配信コンテンツ
- Xリーグ

2020年シーズンにXリーグのうち、ジャパンXボウルを除くX1 SuperおよびX1 Areaの公式戦を無料配信した。
2021年シーズンより「XリーグTV Powered By イレブンスポーツ」として有料ライブ配信を開始。ただし、ライスボウルはディレイ配信となる。
なお、2023年5月よりパートナーシップがrtvに変わり「アメフトライブ by rtv」にアーカイブも含めて移行される。
- NFL

2020年12月より日本テレビと提携し、「日テレジータスNFLGO Powered by Elevensports」として日テレジータスにて放送されるNFL中継及び関連番組の配信を開始。
2023シーズンは並行して配信されていた株式会社PLAYのPLAY VIDEO STORESに一本化された。ただしアーカイブは2023年末まで残されていた。NFLGOのサービスも2023シーズンで終了し、2024シーズンからG+の中継はスカパー!番組配信にて配信が開始された。
なお、日本国内においてNFLは他にDAZNでも配信されている。
配信されていた番組についてはNFL on 日テレG+を参照。
- 関東学生アメリカンフットボール連盟

2021年より「関東カレッジフットボールTV Powered By easysports」としての公式戦配信を開始した。
2023年9月より「アメフトライブ by rtv」にて配信開始されるため、同月末を以て閉鎖されアーカイブも移行。
- WEリーグ

2021プレシーズンのみ。開幕後はDAZNにて配信。
- Vリーグ

2021-22オールスターを配信していたが、2022-23シーズンよりリーグ公式配信であるV.TVのリニューアルにより「V.TVイージースポーツ」としてV1男女全試合の配信をそれまでの排球堂マーケティングに代わり当サービスにて開始する。天皇杯・皇后杯全日本バレーボール選手権大会も配信。なお、黒鷲旗全日本男女選抜バレーボール大会は録画配信となる。
2024年のリーグ再編によりSVリーグ発足のため、男子U20アジア選手権と女子V・サマーリーグ、天皇杯・皇后杯を配信した後はアーカイブを流して12月31日を以て終了。なお、SVリーグはJ SPORTSオンデマンドにて独占ライブ配信。
- Fリーグ

2022-2023までは1部をABEMA、2部をMyCujoo→イレブンスポーツグローバルでそれぞれ全試合配信していたが、1部のABEMA配信試合が縮小されたため、「FリーグTV powered by easysports」としてそれを補完する形で配信することになった。2023-2024シーズンよりFリーグのディビジョン1一部試合とディビジョン2全試合を月額2,200円で生配信していた。
2024-25シーズンよりプラットフォームがPLAY VIDEO STORESに変更。

#### イージースポーツ2
2024年8月3日より海外サッカーに特化したサービスとして開始。月額3,000円。
サービス開始当初は以下の大会を配信。
- ブンデスリーガ2部
- オーストリア・ブンデスリーガ
- ポルトガルカップ
- Kリーグ
- スュペル・リグ

2025年5月30日をもって新規加入受付を終了し、6月30日配信終了。